# 天水师范大学
34°34′31″N 105°46′06″E / 34.5754139°N 105.7683646°E
天水师范大学，简称天水师大，是位于中华人民共和国甘肃省天水市的一所全日制本科公办师范类大学。学校由甘肃省人民政府举办。肇始于1959年，2000年由职业大专升格为本科层次的天水师范学院，该校也是甘肃省在兰州市以外的第一所本科大学。

## 历史沿革
该校自称其历史可以追溯到1959年4月28日成立的天水师范专科学校:352，校址在今天水市玉泉观，并由天水地区专员公署举办。1961年，学校转由甘肃省教育厅直接主管，校址也迁到天水东十里铺。1962年，天水师专停止招收大专班，并改名为天水教师进修学校，主要为天水、武都两地区培训合格的教师及教育行政干部:1848-1849。
在文化大革命期間，学校正常教學秩序遭到嚴重破壞。直到文革結束後，随着高考制度的恢复，学校才恢复教学，甘肃省教育主管机关亦于1977年当时名为天水地区师专的学校设置大专班，并附设两个高等师范班。1979年3月，天水师范专科学校再次成立，为2年制大专:1849，以后则逐步改为3年制。1992年9月，改名为天水师范高等专科学校。1995年，天水工业学校并入天水师范高等专科学校:921。
2000年4月，中华人民共和国教育部同意天水师范高等专科学校升格为天水师范学院。
2025年6月9日，改名为天水师范大学。

## 教学现况

### 学科设置
在建校之初，天水师专有汉语言文学、数学、物理、化学、体育、英语、美术、生物、政教9个系10个专业，以师范类专业为主:1850。2000年升格为本科大学后，天水师院开始增设本科专业:923。至2021年，天水师范学院开61个专业，分布在校内的1个书院、17个二级学院，64个教学系或学部。其中，该校有中国语言文学、马克思主义理论、化学3个硕士学位授权一级学科，教育硕士、电子信息硕士、机械硕士、体育硕士、生物与医药硕士、文物与博物馆硕士6个专业硕士学位授权点:272-273。